# Friedrich Jodl

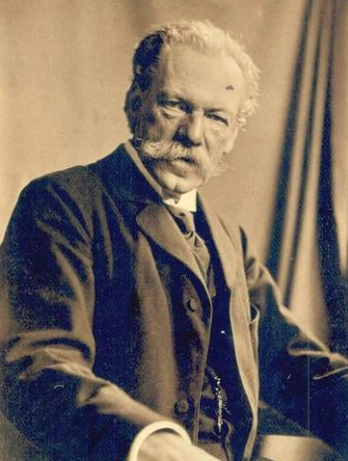
Friedrich Jodl

Friedrich Jodl (* 23. August 1849 in München; † 26. Januar 1914 in Wien) war ein deutscher Philosoph und Psychologe.

## Leben

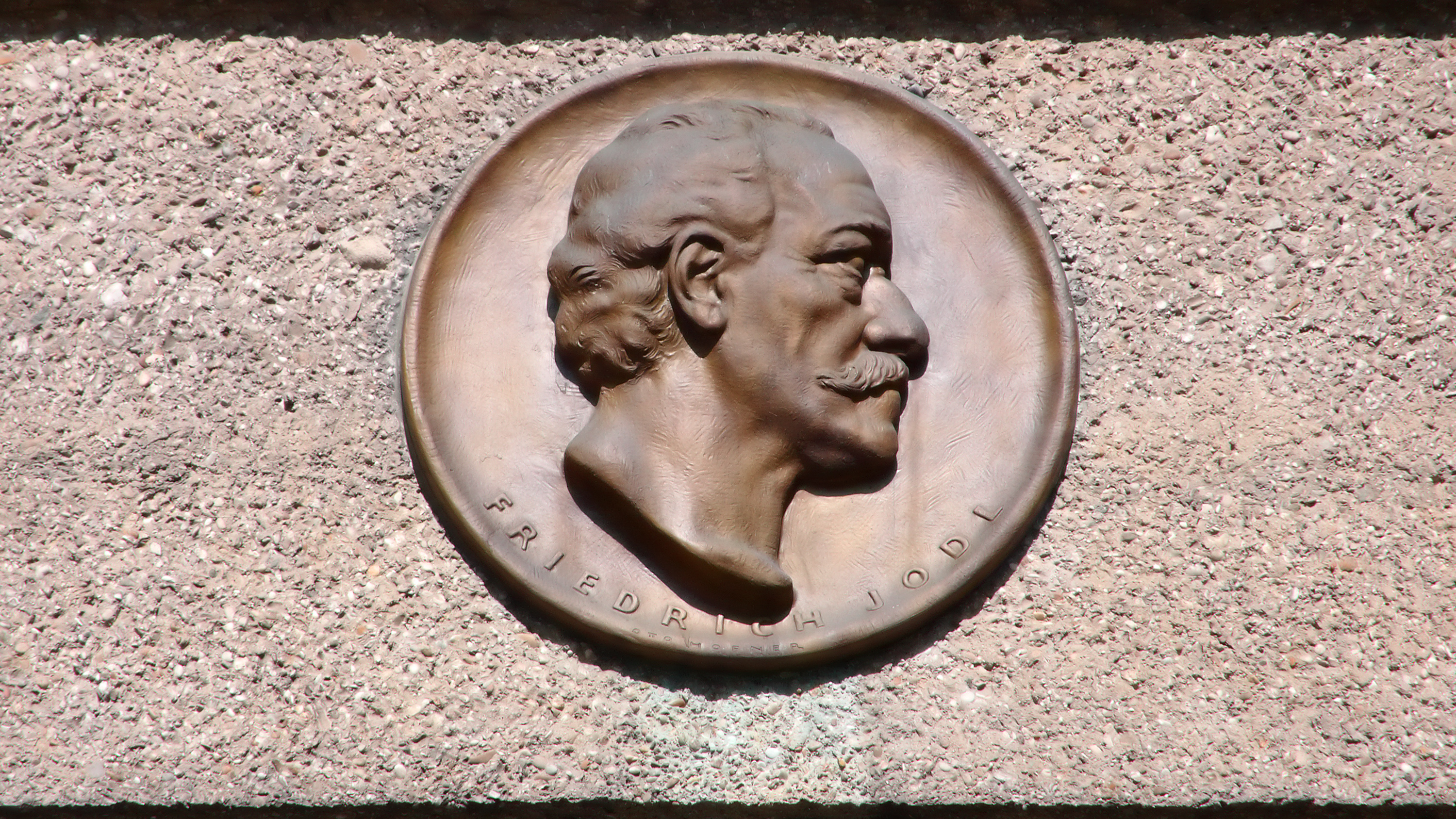
Medaillon im Professor-Jodl-Hof, Wien-Döbling

Friedrich Jodl wuchs in einem Münchner Familienverband auf, der aufgrund seiner Nähe zum königlichen Hofe zahlreiche höhere Beamte in Bayern gestellt hatte. Der Maler Heinrich Bürkel, ein Freund der Familie, brachte ihm schon früh die bildenden Künste nahe. Friedrichs künstlerische Neigungen galten jedoch mehr der Musik.
Jodl begann 1867 in München das Studium der Geschichte und Kunstgeschichte, vor allem aber der Philosophie. Zu seinen akademischen Lehrern zählten die Philosophen Carl von Prantl, Johann Huber und Moriz Carrière. Er promovierte 1872 mit einer Arbeit über David Hume zum Dr. der Philosophie. Anschließend war Jodl Dozent an der Bayerischen Kriegsakademie in München. Nachdem er sich für das Fach Philosophie habilitiert hatte, folgte er 1885 einem Ruf an die Deutsche Universität Prag. 1896 übernahm er eine Lehrkanzel für Philosophie an der Universität Wien und lehrte außerdem Ästhetik an der Technischen Hochschule Wien.
Neben seiner akademischen Tätigkeit wirkte Jodl als Leiter des Wiener Volksbildungsvereins und als gefragter Vortragsredner für die Popularisierung und Verbreitung wissenschaftlicher Erkenntnisse. Als Vertreter eines an Ludwig Feuerbach anschließenden Positivismus bekämpfte er den in Österreich damals sehr einflussreichen Ultramontanismus, setzte sich für die Freiheit der Wissenschaft und gegen den Einfluss der Konfessionen, in Österreich speziell der römisch-katholischen Kirche, im öffentlichen Schulwesen ein. Er war Mitbegründer der freireligiösen „Deutschen Gesellschaft für Ethische Kultur“ und warb u. a. für eine staatliche Pflichtschule, in der statt des Religionsunterrichts ein nicht bekenntnisgebundener Moralunterricht erteilt wird. 
Andererseits warnte er, mit Berufung auf Franz von Baader, den er sehr schätzte,
"dass in einer Philosophie, welche sich von der Glaubenslehre entfernt, nicht der wahre Freiheitssinn, sondern der Geist der Empörung sich ausspricht."
Was nämlich die Aufgabe der Philosophie sei, beantwortete für ihn Hegel so: 
„... in der Philosophie, erklärte Hegel, erhält die Religion ihre Rechtfertigung vom denkenden Bewußtsein aus.“
Friedrich Jodl war seit 1882 mit der Frauenrechtlerin Margarete geb. Förster verheiratet und hatte keine Kinder; er war ein Neffe des Architekten und Architekturmalers Ferdinand Jodl und Onkel der hochrangigen NS-Offiziere und Brüder Alfred Jodl und Ferdinand Jodl.
Zu Zeiten des „Roten Wien“ wurden in Anerkennung seiner Verdienste um die Volksbildung 1919 die Jodlgasse in Hietzing und 1926 die Wohnanlage Professor-Jodl-Hof in Döbling nach ihm benannt. Zu Ehren von Friedrich Jodl wurde auch eine Porträtbüste im Ehrenhof der Universität Wien aufgestellt, die von der Hand des Wiener Bildhauers Hans Mauer stammt.
Der Schriftsteller Stefan Zweig promovierte 1904 bei Jodl mit einer Arbeit über die Philosophie Hippolyte Taines. Weitere später bekannt gewordene Doktoranden waren Otto Weininger und Egon Friedell.

## Werk

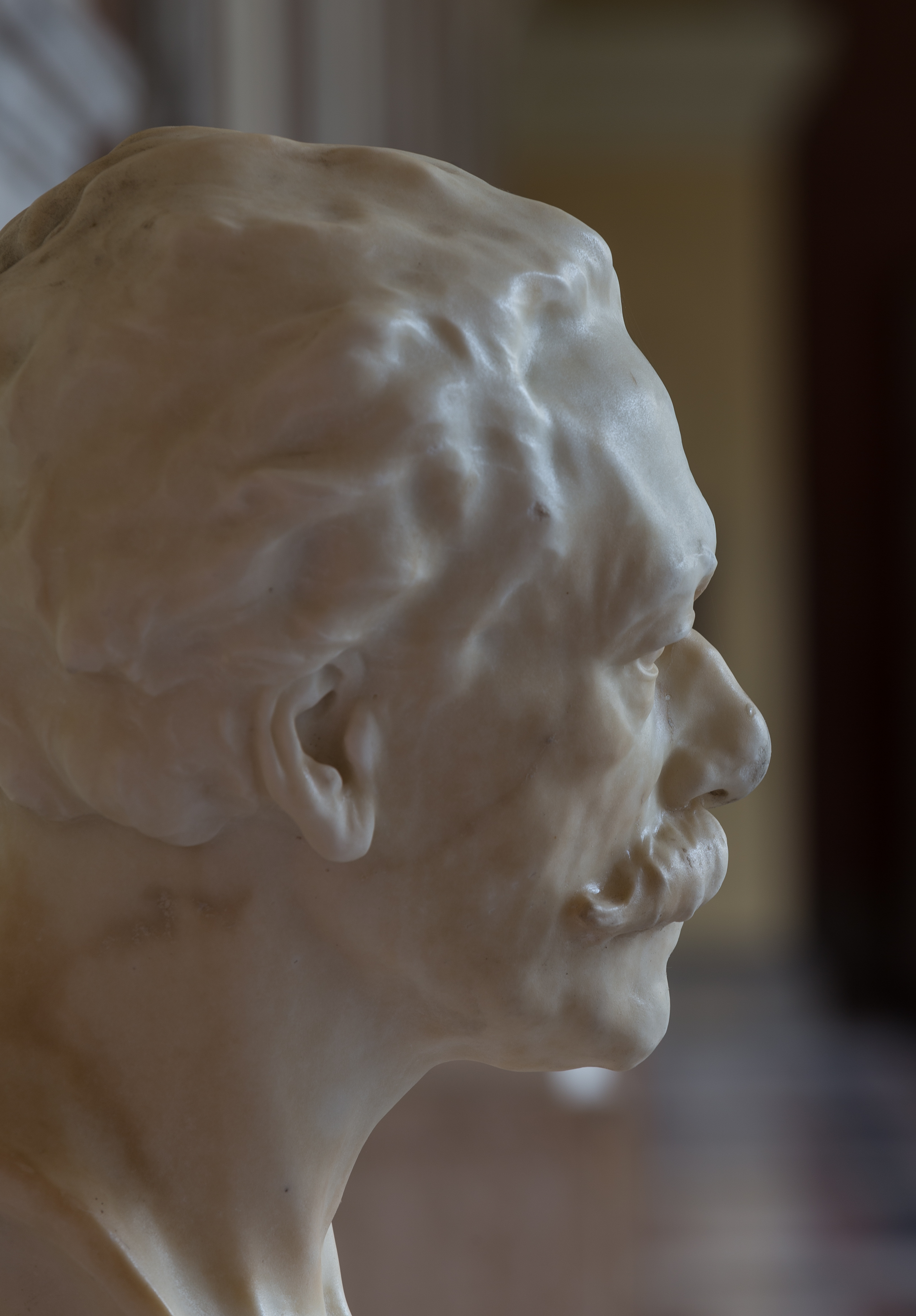
Büste von Friedrich Jodl im Arkadenhof der Universität Wien

Jodl sah sich als Philosoph in der Nachfolge von David Hume und dem Positivismus englischer (John Stuart Mill) und französischer (Auguste Comte) Ausprägung. Er vertrat eine konsequent empiristische Position und stand der monistischen Bewegung nahe. Seine Hauptaufgabe sah er darin, eine rein naturalistische Ethik, die frei ist von jeglichen religiösen oder metaphysischen Elementen, zu entwickeln und in größeren Kreisen der Öffentlichkeit zu verbreiten.
In Jodls Prager Zeit fällt die Erarbeitung zweier Werke, die über Jahrzehnte als Standardwerke galten und mehrfach neu aufgelegt wurden. In seiner zweibändigen Geschichte der Ethik als philosophischer Wissenschaft stellt Jodl die Entwicklung dar, in der sich der Mensch mit fortschreitender Kulturentwicklung von religiösen und metaphysischen Vorstellungen löst und von einer theozentrischen zu einer anthropozentrischen Begründung der Ethik gelangte. Jodl flankierte diese Darstellung durch sein ebenfalls zweibändiges, auf rein empiristischer Grundlage beruhendes Lehrbuch der Psychologie.
Schon 1889 war Jodl die „Kraft und Ausdauer des um Feuerbach herrschenden Schweigens“ aufgefallen, und er deutete dies so, dass man diesen Denker für sehr „gefährlich“ hielt. Nachdem er Feuerbachs Ethik als bisher „so gut wie gar nicht behandelt“ gefunden hatte, widmete er ihr in seiner Geschichte der Ethik ein ausführliches Kapitel. Daraufhin nahm Wilhelm Bolin, der Feuerbach noch persönlich gekannt hat, Kontakt zu Jodl auf, und es begann eine jahrzehntelange Zusammenarbeit, deren hervorragendstes Ergebnis die Herausgabe einer 10-bändigen Ausgabe der Werke Feuerbachs war, deren erster Band im Feuerbach-Jahr 1904 erschien.
Jodl war kein Mann des Elfenbeinturms. In seiner Wiener Zeit war er der prominenteste liberale Professor, der in zahllosen Vorträgen und Zeitungsartikeln gegen den herrschenden Ultramontanismus und den klerikalen Einfluss in Schulen und Universitäten auftrat. Jodl wirkte außerdem durch Lehrtätigkeiten beim Wiener Volksbildungsverein und überregional im Rahmen der „Gesellschaft für Ethische Kultur“, eine im deutschsprachigen Raum tätige Sektion der von Felix Adler in den USA begründeten Bewegung für einen säkularen Humanismus. Jodls Aktivitäten trugen maßgeblich zum intellektuellen Klima im Wien des frühen 20. Jahrhunderts bei, aus dem der Neopositivismus, der Wiener Kreis und ihm verwandte Denker hervorgingen (insb. Otto Neurath).

## Nachweise
1. ↑  Friedrich Jodl: Geschichte der Ethik in der neueren Philosophie, Bd. 3, S. 131f.
2. ↑  Friedrich Jodl: Geschichte der Ethik in der neueren Philosophie, Bd. 3, S. 152.
3. ↑  Mauer, Hans. In: Hans Vollmer (Hrsg.): Allgemeines Lexikon der Bildenden Künstler von der Antike bis zur Gegenwart. Begründet von Ulrich Thieme und Felix Becker. Band 24: Mandere–Möhl. E. A. Seemann, Leipzig 1930, S. 274 (biblos.pk.edu.pl).
4. ↑  Friedrich Jodl: Geschichte der Ethik..., S. 269–290, Noten S. 552–558 (Zitate aus S. 552, 554)
5. ↑  Einen Eindruck von dieser Tätigkeit vermitteln die etwa einhundert Artikel in den beiden Bänden Vom Lebenswege.

## Schriften (Auswahl)
als Autor
- Leben und Philosophie David Humes. Preisschrift Halle: Pfeffer 1872
- Die Kulturgeschichtsschreibung, ihre Entwicklung und ihr Problem. Halle: Pfeffer 1878
- Geschichte der Ethik als philosophischer Wissenschaft. 2 Bände. Stuttgart: Cotta 1882–1889 (21906–1912, 31920–1923) (Nachdr. 1965ff)
- Volkswirtschaftslehre und Ethik. Berlin 1886
- Moral, Religion und Schule. 1892
- Wesen und Ziele der ethischen Bewegung in Deutschland. 1893
- Was heisst ethische Kultur? 1894
- Über das Wesen und die Aufgabe der ethischen Gesellschaft. 1895
- Lehrbuch der Psychologie. 2 Bände. Stuttgart: Cotta 1897 (21903, 31908, 41916) (Nachdr. 1983)
- Goethe und Kant. In: Philosophie und philosophische Kritik Bd. 120, 12-20, zuerst erschienen _engl, im Monist, Jan. 1901
- Was heisst Reformkatholizismus. 1902
- Ludwig Feuerbach. Stuttgart: Frommann 1904 (21921)
- Das Nietzsche-Problem. Separatabdruck. Wien: Carl Konegen 1905 online
- Wissenschaft und Religion. 1909
- Aus der Werkstatt der Philosophie. 1911
- Der Monismus. 1911
- Vom wahren und vom falschen Idealismus. Leipzig: Kröner 1914

als Herausgeber
- Feuerbach, Ludwig: Sämtliche Werke, 13 Bände, Band 1–10, hg. von Wilhelm Bolin und Friedrich Jodl, Stuttgart 1903–1910, 2. Auflage (als Faksimile-Nachdruck) Stuttgart (1959–1960); Band 11: Jugendschriften, hg. von Hans-Martin Sass. Mit Zeittafel und Bibliographie, Stuttgart (1962); Band 12/13: Ausgewählte Briefe von und an Ludwig Feuerbach, aufgrund der von Wilhelm Bolin besorgten Ausgabe neu hg. und erweitert von Hans-Martin Saß, Stuttgart (1964)

postum
- (hg. v. Wilhelm Börner) Vom Lebenswege. 2 Bände. Stuttgart/Berlin: Cotta 1916, 1917
- (hg. v. Wilhelm Börner) Ästhetik der bildenden Künste. Stuttgart/Berlin: Cotta 1917
- (hg. v. Wilhelm Börner) Zur neueren Philosophie und Seelenkunde. 1917
- (hg. v. Wilhelm Börner) Allgemeine Ethik. Stuttgart/Berlin: Cotta 1918
- (hg. v. Carl Siegel und Walther Schmied-Kowarzik) Kritik des Idealismus. Leipzig: Akademische Verlagsgesellschaft 1920 (Jodls „philosophisches Testament“); Reprint 2007: Saarbrücken: VDM-Verlag Dr. Müller ISBN 978-3-8364-0822-6
- (hg. von Margarete Jodl) Bartholomäus von Carneri's Briefwechsel mit Ernst Haeckel und Friedrich Jodl. Leipzig 1922
- (hg. v. Karl Roretz) Geschichte der neueren Philosophie. Wien/Leipzig/München 1924